# 常陸那珂有料道路
常陸那珂有料道路（ひたちなかゆうりょうどうろ、英語: HITACHINAKA TOLL ROAD）は、茨城県ひたちなか市のひたちなかICからひたち海浜公園ICに至る、延長約2.9キロメートル (km) の自動車専用道路である。地域高規格道路水戸外環状道路の一部でもある。全線が茨城県道57号常陸那珂港南線に指定されており、茨城県道路公社が一般有料道路として管理する。
ETCは、接続する東水戸道路と連続して通行する場合に限りひたちなか料金所（本線料金所）で利用可能であり、本道路（ひたちなかIC - ひたち海浜公園IC間）のみを通行する場合は利用できない。
高速道路ナンバリングによる路線番号は、北関東自動車道、東水戸道路、常陸那珂有料道路延伸区間と共に「E50」が割り振られている。

## 概要
- 起点 : 茨城県ひたちなか市新光町
- 終点 : 茨城県ひたちなか市部田野
- 全長 : 2.9 km
- 規格 : 第3種第1級
- 設計速度 : 80 km/h
- 車線数 : 4車線（標準幅員23.5 m）

なお、道路規格は第3種第1級であるが、自動車専用道路に指定されている全国的に稀な路線である。

## インターチェンジなど
- 全区間茨城県ひたちなか市内に所在する。

| IC 番号                                       | 施設名                        | 接続路線名                                                         | 起点 から (km) | 栃木都賀 から (km) |
| --------------------------------------------- | ----------------------------- | ------------------------------------------------------------------ | -------------- | ------------------ |
| E50 東水戸道路                                |                               |                                                                    |                |                    |
| 19                                            | ひたちなか料金所 ひたちなかIC | 国道245号                                                          | 0.0            | 90.8               |
| 20                                            | ひたち海浜公園IC              | 県道247号常陸海浜公園線 県道57号常陸那珂港南線（常陸那珂港IC方面） | 2.9            | 93.7               |
| E50 常陸那珂有料道路延伸区間 常陸那珂港IC方面 |                               |                                                                    |                |                    |

- IC番号・キロポストは北関東自動車道・東水戸道路から続いている。

## 沿革
- 1994年（平成6年）
  - 2月23日 : 一般有料道路事業認可。
  - 2月28日 : 那珂湊市大字部田野地区の工事着工[3]。
- 1998年（平成10年）12月17日 : ひたち海浜公園IC - 常陸那珂港IC間開通。
- 1999年（平成11年）7月22日 : ひたちなかIC - ひたち海浜公園IC間開通により全線開通。
- 2007年（平成19年）4月25日 : ひたちなか本線料金所でETCシステム料金徴収の取り扱い開始[4][注釈 2]。
- 2014年（平成26年）4月1日：通行料金改定（軽自動車等100円、普通車100円、中型車100円、大型車160円、特大車310円）[5]。
- 2019年（令和元年）10月1日：通行料金改定（軽自動車等110円、普通車110円、中型車110円、大型車170円、特大車320円）[6]。
- 2023年（令和5年）3月27日：料金の障害者割引率を50%以下に変更[7]。

## 路線状況

### 車線・最高速度
| 区間                            | 車線 上下線=上り線+下り線 | 最高速度 |
| ------------------------------- | ------------------------- | -------- |
| ひたちなかIC - ひたち海浜公園IC | 4=2+2                     | 80 km/h  |

### 主なトンネル
- みなとトンネル

### 交通量
24時間交通量（台）　道路交通センサス
| 区間                            | 平成17（2005）年度 | 平成22（2010）年度 | 平成27（2015）年度 |
| ------------------------------- | ------------------ | ------------------ | ------------------ |
| ひたちなかIC - ひたち海浜公園IC | 502                | 486                | 407                |

（出典：「平成22年度道路交通センサス」・「平成27年度全国道路・街路交通情勢調査」（国土交通省ホームページ）より一部データを抜粋して作成）
- 令和2年度に実施予定だった交通量調査は、新型コロナウイルスの影響で延期された[8]。